# Marat Schaparow
Marat Bartyrbekowitsch Schaparow (russisch Марат Батырбекович Жапаров, kasachisch Марат Батырбекұлы Жапаров; * 25. August 1985 in Ridder) ist ein kasachischer Skispringer.

## Werdegang
Schaparow startete im Dezember 2007 in Harrachov im Rahmen des FIS-Cup erstmals international. Dabei blieb er jedoch ohne Punkteerfolg. Auch bei seinem erneuten Start in Notodden zwei Jahre später blieb er auf hinteren Plätzen. Erst im August 2010 in Örnsköldsvik gelang ihm erstmals der Sprung in die Punkteränge. Daraufhin bekam er im September erstmals einen Startplatz im B-Kader im Rahmen des Skisprung-Continental-Cup. In seiner Heimatstadt Almaty und auch wenig später in Wisła blieb er jedoch ohne Punktegewinn. Auch bei den folgenden wechselnden Einsätzen im Continental- und im FIS-Cup blieb er ohne Erfolg.
Im Juli 2012 kam Schaparow in Wisła erstmals im Rahmen des Skisprung-Grand-Prix zum Einsatz und erreichte beim Teamspringen mit der Mannschaft den 11. Platz. In der Folge wurde er festes Mitglied des kasachischen Kaders im Continental Cup. Bei den Kasachischen Meisterschaften 2012 in Almaty wurde Schaparow Meister von der Normalschanze.
Am 17. März 2013 gelang ihm beim Springen in Nischni Tagil als 16. erstmals der Sprung in die Punkteränge in dieser Serie. Daraufhin kam er im Juli im A-Kader zum Einsatz und erhielt einen Startplatz beim Skisprung-Grand-Prix 2013. In Hinterzarten schaffte er als 33. zwar die Qualifikation, schied jedoch im Wettbewerb als 47. nach dem ersten Durchgang aus. Nach einem weiteren 11. Platz beim Teamspringen in Wisła blieb er auch bei den weiteren Einzelspringen ohne Punkte. In Hakuba verpasste er den zweiten Durchgang als 32. dabei nur knapp.
Zur Saison 2013/14 bekam er einen Startplatz im Skisprung-Weltcup. Dabei verpasste er jedoch die ersten beiden Qualifikationen in Klingenthal deutlich. Auch im Teamspringen konnte er mit der kasachischen Mannschaft als 14. nicht überzeugen. In Kuusamo erreichte er im Einzel erstmals den Wettbewerb und scheiterte dabei im ersten Durchgang. Im Januar gehörte er erneut zur Mannschaft beim Teamspringen in Zakopane und erreichte den zehnten Platz.
Für die Olympischen Winterspiele 2014 in Sotschi wurde Schaparow als einer von zwei Kasachen von Nationaltrainer Kairat Biekenow nominiert. Dabei scheiterte er in beiden Einzelwettbewerben in der Qualifikation. Im Sommer 2014 erreichte Schaparow in Kuopio und Frenštát drei Top-20-Platzierungen im Continental Cup. Auch beim folgenden Grand-Prix-Springen auf seiner Heimschanze in Almaty gewann er im zweiten Springen seinen ersten Punkt und beendete damit den Skisprung-Grand-Prix 2014 als 80. Platz der Gesamtwertung. Auch zur neuen Saison 2014/15 gehörte Schaparow wieder zum Weltcup-Kader. In den ersten Springen verpasste er durchweg die Qualifikation. Erst in Nischni Tagil gelang ihm der Sprung in den Wettbewerb, den er als 52. beendete.
Seine größten internationalen Erfolge erreichte er bei den Winter-Asienspielen 2017 im japanischen Sapporo, als er mit der kasachischen Mannschaft die Silbermedaille hinter Japan erreichte und im Einzelspringen von der Großschanze Dritter hinter den Japanern Naoki Nakamura und Yūken Iwasa wurde.

## Erfolge

### Grand-Prix-Platzierungen
| Saison | Platz | Punkte |
| ------ | ----- | ------ |
| 2014   | 80.   | 1      |